# Hanne Hogness
Hanne Hogness, née le 16 février 1967 à Trondheim, est une ancienne handballeuse internationale norvégienne. Elle a notamment évolué au Sverresborg IF.
Avec l'équipe de Norvège, elle participe notamment aux jeux olympiques de 1988 et 1992 où elle remporte deux médailles d'argent.

## Palmarès

### Sélection nationale
- Jeux olympiques
  -  médaille d'argent aux Jeux olympiques de 1988, Séoul,  Corée du Sud
  -  médaille d'argent aux Jeux olympiques de 1992, Barcelone,  Espagne
- Championnat du monde
  -  3e du Championnat du monde 1986,  Pays-Bas